# Stazione di Brunnen
La stazione di Brunnen è una stazione ferroviaria posta sulla linea del Gottardo, in Svizzera. Serve l'omonimo centro abitato, frazione del comune di Ingenbohl.